# Методій Величковський
Генерал-лейтенант Методій Величковський (11 травня 1966) був начальником Генерального штабу АРМ з 2015 по 2018 рік.

## Біографія
Величковський народився 11 травня 1966 року в Скоп'є. Він одружений, має двох дітей.

## Освіта
- Військова середня школа (1980-1984)
- Військова академія (1984-1988)
- Школа командирів батальйонів (1999, Німеччина)
- Академія командного штабу (Скоп'є, 2000)
- Курс лідерства, Центр Джорджа Маршалла (Німеччина)
- Школа національної безпеки та оборони VA-FNSO (Софія, Болгарія, 2005-2006)
- Магістр стратегічної оборони та управління збройними силами

## Військова кар'єра
- Командир ескадрильї, 1988-1991 рр.
- Командир інженерної роти, 1991-1994
- Начальник інженерної частини 1-ї гвардійської бригади, 1995-1999
- Командир інженерного батальйону, 1999-2001
- Начальник G-7 (техніка) у штаб-квартирі SEEBRIG, 2002-2004
- Начальник штабу інженерного полку, 2004 р.
- Командир інженерного полку, 2004-2006 рр.
- Заступник командира 1-ї механізованої піхотної бригади 2006-2009
- Командир 2-го МІБ в ОСК Генерального штабу АРМ, 2009-2012
- Командир СОК, 03.2012-08.2015
- Начальник Генерального штабу Армії Республіки Македонія з 18.08.2015.

## Військові звання
- Підпоручник (1988)
- Поручник (1989)
- Капітан (1993)
- Капітан I класу (1996)
- Майор (1999)
- Підполковник (2001)
- Полковник (2006)
- Бригадний генерал (2011-2013)
- Генерал-майор (2013-2015)
- Генерал-лейтенант (2015)

## Нагороди
- Офіційна медаль Національної гвардії Вермонта (2003)
- Офіційна медаль «За заслуги в Управі під кольорами» II ступеня (2003)
- Срібний знак за вислугу років в АРМ
- Середня табличка АРМ
- Медаль від командира SEEBRIG (2003)
- Орден «За заслуги» Ради міжнародного військового спорту (CISM)

## Зовнішні посилання
- Начальник Генерального штабу Армії Республіки Македонія генерал-лейтенант Методій Величковський Архивирано 15. квітень 2016 року.